# Difesa a zona (romanzo)
Difesa a zona è un romanzo di Petros Markarīs, pubblicato nel 1998 in Grecia e nel 2001 in italiano dalla casa editrice Bompiani.
È il secondo romanzo della serie dedicata al commissario Kostas Charitos.

## Trama
Charitos è in ferie con la moglie, ospite dalla cognata su un'isola greca, quando una scossa di terremoto porta alla luce il cadavere di uno sconosciuto costringendolo a tornare ad Atene per le indagini. Non appena tornato al lavoro, un secondo omicidio si aggiunge al primo; stavolta la vittima è un boss della vita notturna ateniese, ucciso con un agguato poco fuori da uno dei suoi locali.
Per il commissario Charitos le indagini sono complicate dalle sue condizioni di salute, dalle pressioni di alcuni politici che spingono per l'archiviazione e da alcune incomprensioni con la figlia Caterina che ha deciso di lasciare il suo vecchio fidanzato Panos per stare con il medico che ha in cura Charitos. Nonostante gli ostacoli, il commissario riesce a trovare dei collegamenti fra le due morti, a scardinare la "difesa a zona" messa su per coprire un'organizzazione per il riciclaggio di soldi sporchi e a scoprire gli autori del duplice omicidio.

## Edizioni
- Petros Markarīs, Difesa a Zona, traduzione di A. Di Gregorio, Prima ed., collana Tascabili, Bompiani, 2002,  p. 471, ISBN 88-452-5204-3.